# Президентские выборы в Иране (октябрь 1981)
Внеочередные президентские выборы в Иране 1981 года состоялись 2 октября. Необходимость в проведении внеочередных выборов была вызвана убийством 30 августа того же года предыдущего президента Мохаммада Али Раджаи. На внеочередных выборах убедительную победу одержал Али Хаменеи, набравший 97 % голосов пришедших на выборы.
| Результаты выборов                          | Результаты выборов               | Результаты выборов         | Результаты выборов | Результаты выборов | Результаты выборов |
| Партия                                      | Партия                           | Кандидат                   | Число голосов      | %                  |                    |
| ------------------------------------------- | -------------------------------- | -------------------------- | ------------------ | ------------------ | ------------------ |
|                                             | Исламская республиканская партия | Али Хаменеи                | 16,007,072         | 97,1 %             |                    |
|                                             | Независимый                      | Али Акбар Парвареш         | 341,841            | 2,1 %              |                    |
|                                             | Исламская коалиционная партия    | Хасан Гафурифар            | 75,658             | 0,5 %              |                    |
|                                             | Независимый                      | Реза Завареи               | 62,156             | 0,4 %              |                    |
| Недействительные бюллетени                  | Недействительные бюллетени       | Недействительные бюллетени | 360,269            |                    |                    |
| Всего                                       | Всего                            | Всего                      | 16,846,996         | 100.00 %           | 100.00 %           |
| Явка                                        | Явка                             | Явка                       | 79 %               | 79 %               | 79 %               |
| Источник: Министерство внутренних дел Ирана |                                  |                            |                    |                    |                    |